# NGC 6073
NGC 6073 é uma galáxia espiral (Sc) localizada na direcção da constelação de Hercules. Possui uma declinação de +16° 42' 00" e uma ascensão recta de 16 horas, 10 minutos e 10,9 segundos.
A galáxia NGC 6073 foi descoberta em 21 de Março de 1784 por William Herschel.